# Археологически резерват
Археологически резерват е обособена територия или акватория, наситена с издирени или подлежащи на издирване под повърхността или наземни археологически културни ценности, включително археологически пластове и/или културни напластявания, разкрити при строителни дейности.

## Опазване
Археологическите резервати съставляват важна част от културно-историческото наследство по места и са фактор за тяхното развитие. Интересът на държавата, местните власти и обществото да съхранят и развият тези територии поставя пред стопанисващите ги организациите редица въпроси по изучаването, представянето и опазването на археологическите забележителности. Заплахите за археологическите паметници най-общо са свързани с:
- иманярство;
- разрушителни фактори на околната среда (главно антропогенни);
- частен вандализъм – на отделни лица или групи хора;
- институционален вандализъм – необоснована археологическа реставрация, прекомерна урбанизация на околната среда, нерегламентирано използване, прекомерна експлоатация на паметника, водеща до разрушението му и др.[2]

## България
Процедури
Археологическите резервати спадат към недвижимото културно наследство от национално значение. За тях задължително се изготвят планове за опазване и управление, които включват режимите, специфичните правила и нормативи.
При обявяването на територия за исторически, историко-археологически, археологически или музеен резерват се регламентират неговото местонахождение, територия, граници, охранителни зони и се дават предписания за опазването му. Археологическите резервати не подлежат на концесия, с изключение на изрично определени в списък, утвърден от министъра на културата.
Списък (2016)
Към септември 2016 г. списъкът на археологическите резервати в България включва следните територии.
| №  | Наименование                                                                     | Община                         | Област                |
| -- | -------------------------------------------------------------------------------- | ------------------------------ | --------------------- |
| 1  | Антични и средновековни структури на Момина крепост, Царевец и Трапезица         | община Велико Търново          | област Велико Търново |
| 2  | Старинен град Несебър                                                            | община Несебър                 | област Бургас         |
| 3  | Ранносредновековен град Плиска                                                   | община Каспичан                | област Шумен          |
| 4  | Ранносредновековен град Преслав                                                  | община Велики Преслав          | област Шумен          |
| 5  | Праисторически, антични и средновековни структури до Мадара                      | община Шумен и община Каспичан | област Шумен          |
| 6  | Античен град Хисар                                                               | община Хисаря                  | област Пловдив        |
| 7  | Скални църкви до Иваново                                                         | община Иваново                 | област Русе           |
| 8  | Средновековен град Червен                                                        | община Иваново                 | област Русе           |
| 9  | Пещера Орлова чука                                                               | община Две могили              | област Русе           |
| 10 | Средновековна крепост и квартал Вароша                                           | община Ловеч                   | област Ловеч          |
| 11 | Античен град Марцианополис                                                       | община Девня                   | област Варна          |
| 12 | Античен град Никополис ад Иструм                                                 | община Велико Търново          | област Велико Търново |
| 13 | Тракийски и античен град Кабиле                                                  | община Ямбол                   | област Ямбол          |
| 14 | Античен и средновековен град Дуросторум – Дръстър                                | община Силистра                | област Силистра       |
| 15 | Античен град Одесос във Варна                                                    | община Варна                   | област Варна          |
| 16 | Антична Сердика и Средновековен Средец                                           | община София                   | област София-град     |
| 17 | Античен и средновековен град Пауталия – Велбъжд                                  | община Кюстендил               | област Кюстендил      |
| 18 | Античен и средновековен град Августа Траяна – Верея                              | община Стара Загора            | област Стара Загора   |
| 19 | Антична крепост Августа                                                          | община Козлодуй                | област Враца          |
| 20 | Античен и средновековен град Деултум – Дебелт                                    | община Средец                  | област Бургас         |
| 21 | Праисторически, антични и средновековни структури в м. Сборяново и до с. Свещари | община Исперих                 | област Разград        |
| 22 | Праисторически, антични и средновековни структури в м. Яйлата                    | община Каварна                 | област Добрич         |
| 23 | Острови Свети Иван и Свети Петър                                                 | община Созопол                 | област Бургас         |
| 24 | Античен град Улпия Ескус                                                         | община Гулянци                 | област Плевен         |
| 25 | Антична и средновековната крепост Калиакра                                       | община Каварна                 | област Добрич         |
| 26 | Античен град Абритус                                                             | община Разград                 | област Разград        |
| 27 | Античен град Нове                                                                | община Свищов                  | област Велико Търново |
| 28 | Античен град Никополис ад Нестум                                                 | община Гърмен                  | област Благоевград    |
| 29 | Античен град Аполония                                                            | община Созопол                 | област Бургас         |
| 30 | Античен град Филипопол и Старинен Пловдив                                        | община Пловдив                 | област Пловдив        |
| 31 | Античен, средновековен и възрожденски град Мелник                                | община Сандански               | област Благоевград    |
| 32 | Ранносредновековно селище Кабиюк                                                 | община Шумен и община Хитрино  | област Шумен          |
| 33 | Комплекс от тракийски гробници                                                   | община Казанлък                | област Стара Загора   |